# Indicateur gris
Prodotiscus zambesiae
Espèce
Statut de conservation UICN

 LC  : Préoccupation mineure
L'Indicateur gris (Prodotiscus zambesiae) est une espèce d'oiseau de la famille des Indicatoridae.

## Liste des sous-espèces
- Prodotiscus zambesiae ellenbecki Erlanger, 1901 — Éthiopie, Zambie et Tanzanie ;
- Prodotiscus zambesiae zambesiae Shelley, 1894 — miombo.